# Ристо Жерајић
Ристо Жерајић (Невесиње, 1874 — Албанија, 21. новембар 1915) био је српски лекар, санитетски мајор, шеф Хируршког одељења Војне болнице у Нишу.

## Биографија
Ристо Жерајић је рођен 1874. године у селу Жерајица-Брдо код Невесиња (тадашња Турска царевина) у познатој породици Жерајић. Ристо је син Трипка, а унук Јове Жерајића из братства Жерајића у околини Невесиња у Херцеговини. Ристин отац Трипко Жерајић погинуо је у херцеговачком устанку Срба на Турке 1875. године. Као дете Ристо Жерајић претрпео је сву беду рата и све муке сиротиње после херцеговачког устанка у збеговима.

### Породица
Његов рођени брат био је санитетски бригадни генерал Милан Жерајић. Његов брат од стрица био је Богдан Жерајић члан „Младе Босне”.

## Школовање и студије у Русији
Милан Жерајић одвео је Ристу 1899. године у Русију на школовање. У Петрограду је завршио гимназију. Као питомац Словенског добротворног друштва завршио је Медицински факултет 1903. године. Од 1903-1912. године био је лекар, хирург и асистент у болници царице Марије у Петрограду. Био је познат и признат у лекарским круговима као врло савестан и способан лекар, који је свима био на услузи и од помоћи.

## Балкански ратови и Први светски рат
Када је 1912. године избио Балкански рат, а следећи породичну традицију, Риста Жерајић добровољно долази у Србију. Учествује у ратним операцијама под Једреном, а потом постаје шеф Хируршког одељења Војне болнице код Ћеле Куле у Нишу.
За време Првог светског рата 1914. године, био је на дужности управник Друге резервне болнице у Нишу, где је радио неуморно и пожртвовано на збрињивању и лечењу великог броја рањеника. Имао је обичај да каже: „Ја се својим напорним радом само одужујем српском војнику, који саграђује нашу општу домовину”. На предлог Министарства Војске и Морнарице 28. октобра 1914. године унапређен јеу чин санитетског мајора.
Крајем 1915. године заједно са српском војском био је принуђен да се под нападима далеко надмоћнијег непријатеља повуче преко Ниша, Куршумлије, Приштине, Призрена. Повлачење је настављено 15. новембра 1915. године преко Љум-куле, Везировог моста, Светог Спаса и преко албанских гудура, где су избегли нападе арнаута (Албанаца). Потом су кренули кроз села Петке, Михајне. Између села Рапе и Пуки десио се нови жесток напад Албанаца.
Мајор Риста Жерајић погинуо је 21. новембра 1915. године између села Рапе и Пуки, са пушком у руци, бранећи рањенике и српску нејач. Арнаути су га опљачкали одузевши му златну табакеру прошарану дијамантима и златан сат – поклон престолонаследника Александра.
За четири ратне године указао је помоћ великом броју (више од 30.000) болесника и рањеника. Био је одликован српским, руским и црногорским одликовањима. Одликован је и Златном медаљом за ревносну службу.
У „Историјском Веснику” I, II, III за 1917. годину изашао је чланак његовог брата др Милана Жерајића „Одступање српске војске кроз Албанију”. Ту је Ристо описан као тип српског страдања у Албанији. Његовој погибији био је присутан и његов брат др Милан Жерајић.

## Научни радови
Научни радови Ристе Жерајића објављени су у лекарском Архиву болнице Царице Марије и у хируршком друштву „Пирогов” у Петрограду. Остала су његова ратна посматрања о узроку гангрене код пегавца.